# Nullis Certe Verbis
 Nullis Certe Verbis  è una enciclica di papa Pio IX, pubblicata il 19 gennaio 1860, con la quale il Pontefice, a seguito dei moti verificatisi a Bologna, Ravenna e in altre città dello Stato Pontificio, rinnova la propria protesta; ed in particolare risponde negativamente all'Imperatore dei Francesi, Napoleone III, che aveva suggerito di rinunciare al possesso delle province ribelli.